# E.J. Jenkins
Emanuel Jenkins, detto E.J. (Fredericksburg, 3 novembre 1998), è un giocatore di football americano statunitense che milita nel ruolo di tight end per i Philadelphia Eagles della National Football League (NFL).

## Carriera universitaria
Jenkins passò la sua prima stagione a Saint Francis nel 2017 come redshirt, potendo cioè allenarsi con la squadra non scendere in campo. L’anno seguente ricevette 5 passaggi per 52 yard Ebbe una stagione di rilievo nel 2019, chiudendo con 39 ricezioni per 779 yard e un record scolastico di 13 touchdown su ricezione. Per le sue prestazioni fu inserito nella formazione ideale della Northeast Conference (NEC). Nel 2020 Saint Francis cancellò la sua stagione a causa della pandemia di COVID-19.
Jenkins si trasferì ai South Carolina Gamecocks nel 2021. Con essi dispute 12 gare, con 8 ricezioni per 117 yard. A fine anno si trasferì ai Georgia Tech Yellow Jackets. Nell’unica stagione lì, disputò tutte le 12 partite, di cui 11 come titolare, con 17 ricezioni per 316 yard e 3 touchdown. Alla fine della sua carriera nel college football fu invitato all’Hula Bowl.

## Carriera professionistica

### New York Jets
Nonostante si fosse creato una buona reputazione prima del Draft NFL 2023, Jenkins non fu selezionato. Firmò così con i New York Jets Durante la pre-stagione ricevette 3 passaggi per 23 yard ma fu svincolato il 29 agosto 2023.

### Philadelphia Eagles
Il 1º novembre 2023 Jenkins firmò con la squadra di allenamento dei Philadelphia Eagles. Fu svincolato il 14 novembre.

### Las Vegas Raiders
Jenkins firmò con  la squadra di allenamento dei Las Vegas Raiders il 2 gennaio 2024 prima dell’ultima gara della stagione. Fu svincolato il 15 gennaio.

### Ritorno ai Philadelphia Eagles
Jenkins fece ritorno agli Eagles firmando un contratto come riserva il 18 gennaio 2024. Fu svincolato il 27 agosto, dopo di che rifirmò con la squadra di allenamento. Il 7 dicembre fu promosso nel roster attivo. Nell’ultimo turno della stagione regolare contro i New York Giants segnò il suo primo touchdown su passaggio da 7 yard di Tanner McKee.

## Palmarès
- Super Bowl : 1

Philadelphia Eagles: LIX
- National Football Conference Championship: 1

Philadelphia Eagles: 2024